# Piazza Ruggero Settimo
Piazza Ruggero Settimo insieme a Piazza Castelnuovo è la più importante piazza di Palermo, le due piazze insieme vengono volgarmente chiamate Piazza Politeama.
La piazza si trova all'inizio di via Libertà, dove termina l'omonima via. Da quando lo sviluppo della città si è concentrato nell'area a Nord questa piazza è diventata il centro nevralgico cittadino, luogo di incontro principale anche grazie alla sua grande estensione. Sulla piazza si affaccia il Teatro Politeama ed al centro della piazza è presente il Monumento a Ruggero Settimo - che dà il nome alla piazza stessa - in marmo di Carrara, il cui piedistallo è circondato da una pregevole cancellata, scolpita dal neoclassicista Benedetto De Lisi e lì eretta il 12 Gennaio 1865.
Alcuni anni fa la piazza ha subito un notevole stravolgimento con la trasformazione di ampi tratti in area pedonale rendendola ancora più il punto d'incontro cittadino, soprattutto per i più giovani. All'interno dell'area pedonale sono state creati dei giochi di luce che rappresentano delle costellazioni.